# 粉钟杜鹃
粉钟杜鹃（学名：Rhododendron balfourianum）为杜鹃花科杜鹃花属下的一个种。

## 扩展阅读
- 維基物種上的相關：粉钟杜鹃